# Delsol (bandes dessinées)
Pour les articles homonymes, voir Delsol.
Delsol est un diffuseur de bandes dessinées créé par Delcourt et Soleil Productions en 2003.

## Éditeurs distribués
- Delcourt
- Soleil Productions
- Les Humanoïdes associés
- Bamboo Édition